# Campamento de prisioneros de Melinka Puchuncaví
Melinka Puchuncaví fue un campo de prisioneros en los primeros años de la dictadura militar chilena, ubicado en la comuna de Puchuncaví, V Región. Este fue un lugar oficial de reclusión de presos políticos entre 1974 y noviembre de 1976. En el año 2018 el sitio fue declarado Monumento Histórico.

## Proyecto «Balnearios populares»
Durante el gobierno de la Unidad Popular se construyeron en todo Chile una serie de “balnearios populares” que tenían por objetivo que familias de sectores populares tengan acceso a cabañas para ser ocupadas durante los meses de verano. Se construyeron 16 balnearios cerca de playas en todo el país, el objetivo era el Derecho a la recreación y el descanso de las familias de obreros. Fueron construidas por mandato desde el Ministerio de la Vivienda. Cada balneario estaba constituido por cabañas, 8 a 10 pabellones longitudinales en forma de A, más una amplia estructura utilizada como casino. Fueron concebidos de manera modular y desmontable.

## Campamento de prisioneros
Luego del Golpe Militar del 11 de septiembre de 1973 el Régimen terminó con el proyecto de los “balnearios populares”, dos de estos el de Rocas de Santo Domingo y en ubicado en Puchuncaví fueron utilizados como centros de detención de presos políticos. El balneario de Puchuncaví fue denominado Melinka, a fines de 1973, la dictadura lo transformó en un campo de concentración. Al recinto ingresaron presos políticos de la Isla Dawson, Isla Quiriquina, del campamento de detenidos de Chacabuco y Pisagua.  El recinto estuvo bajo la vigilancia de la Infantería de Marina. Los prisioneros políticos se encontraban detenidos por Ley de Estado de Sitio.  No estaban condenados por delito alguno, sino que solo estaban detenidos por sus antecedentes políticos, salvo algunos que estaban a la espera de su condena por un Consejo de Guerra.
El Informe Rettig denunció que este lugar como el campamento de Ritoque fueron recintos de detención de presos político, a diferencia de los primeros recintos clandestinos al inicio de la dictadura, en estos lugares los prisioneros estaban detenidos en otras condiciones:

“Con posterioridad se inauguraron nuevos campamentos de prisioneros (Ritoque, Puchuncaví), a los cuales algunos detenidos fueron trasladados; a medida que pasaba el tiempo; en ellos las condiciones de vida resultaban más aceptables.  Sin perjuicio de la obligación de realizar trabajos, a veces pesados, estos campamentos permitieron a los detenidos llevar una vida más sistemática y regular.  La incertidumbre respecto de sus suertes era menos aguda y se fue permitiendo un régimen de visitas que les posibilitó contacto con sus familiares y el mundo exterior”.

En el Informe Valech, también se denunció que este recinto estuvo bajo el mando de la Armada, siendo un lugar de prisión política y tortura, se incluyó a este inmueble en el listado de recintos de reclusión y tortura de la V Región. El documento dio cuenta que: 

“Este recinto estaba a cargo de la Armada. Ubicado a 36 kilómetros al norte de Valparaíso, fue originalmente un centro de veraneo de propiedad de la Central Única de Trabajadores (CUT). Esta entidad fue disuelta por Decreto Ley N° 12 de septiembre de 1973 y sus bienes fueron confiscados. En este recinto hubo detenidos entre los años 1973 y 1976, concentrándose el mayor número en los años 1974 y 1975.
Los prisioneros señalan que llegaban en muy malas condiciones físicas y psicológicas, pues habían sido torturados antes de llegar a este recinto. Provenían de diversas partes del país y habían estado en recintos de la DINA, como Villa Grimaldi y Tejas Verdes, en la Academia de Guerra Naval y en otros campamentos
de prisioneros, como Chacabuco, Estadio Chile y Tres Álamos, y también en diferentes cárceles.
Al igual que en el Campamento Isla Riesco, los primeros detenidos fueron obligados a instalar los cercos de alambres de púas que cerrarían el recinto y a levantar las torres de vigilancia. Desde este recinto algunos detenidos fueron puestos en libertad, otros trasladados a campamentos de prisioneros, como Tres Álamos, y otros fueron expulsados del país”.

Los presos políticos estaban bajo las órdenes de las autoridades del campamento, los miembros de la Armada. Bajo este régimen militar ellos regían los tiempos, actividades de los reclusos. La vida cotidiana en los campos de concentración estaba marcada por los uniformados la jornada “comenzaba a las 7.00 de la mañana con los sonidos de silbatos que convocaban a la ‘cuenta’, la apertura de las cabañas o celdas y el desplazamiento silencioso de cientos de prisioneros hacia el patio mayor donde los jefes de cada compañía –rol desempeñado usualmente por un prisionero- daba relación de los prisioneros a un sub-oficial quien, minuciosamente, contaba los detenidos por compañía.  Una vez concluido este usualmente aburrido ejercicio, hacía su entrada al patio el comandante del campo seguido de sus oficiales, quien saludaba con un rutinario ‘Buenos Días Personal’, que debía ser respondido por los prisioneros”.
El resto del día los prisioneros lo dedicaban al deporte; fútbol, básquetbol, además del ping-pong para “celebrar efemérides o de dar un nuevo aliento a las prácticas de sociabilidad, se organizaron frecuentes campeonatos y olimpíadas en las cuales, competían sujetos que en la vida civil se habían destacado por sus habilidades. Los equipos se formaban por amistad, por escuadras o por pabellones. En algunas oportunidades los equipos se conformaban por obreros y campesinos, para jugar contra intelectuales, o por vínculos”. Los prisioneros realizaban artesanías, como manualidades que eran luego entregadas a sus familiares en las visitas. En las noches los prisioneros debían permanecer en las cabañas, no podían salir de estas casas de madera. 
Desde 31 julio al 8 de agosto de 1975 los presos políticos de Melinka Puchuncaví realizaron una huelga de hambre, alrededor de cien participaron de esta protesta. Su objetivo “fue denunciar al mundo el asesinato de camaradas que habían sido vistos con vida en recintos de muerte y tortura como Villa Grimaldi y que no obstante, aparecían en diarios apócrifos extranjeros como “ajusticiados” por sus propios camaradas como “traidores””. Esta fue el montaje comunicacional de la DINA denominado la Operación Colombo”.

## Nacimiento de una bebé
En el campamento había tres presos políticos que eran médicos, con coordinación de los uniformados estos no solo atendieron a los reclusos, sino también a los pobladores que en la localidad de Puchuncaví no tenían acceso a doctores. Una noche llegó una mujer solicitando la asistencia de los médicos, ella estaba embarazada, la guardia permitió realizar todo un operativo entre los doctores con la ayuda de presos políticos para atender la emergencia. La noche del 11 al 12 de junio se realizó este procedimiento de emergencia, uno de los doctores recuerda esa noche “En una de las dos piezas con que constaba la enfermería improvisamos una sala de parto, yo me hice cargo de la parte obstétrica y Pancho de la recién nacida. Todo salió de maravillas, nació una robusta niñita y la madre no tuvo problema alguno. En el lapso previo al parto tuve tiempo para pararme un rato en la puerta y mirar el cielo nocturno, después de mucho tiempo pude volver a ver las estrellas”.

## Sitio de Memoria
En 1976 fueron liberados los últimos presos políticos de la dictadura, en los años siguientes las casas de madera fueron desmanteladas, algunas de ellas trasladadas a otras partes de la región. En democracia el sitio estuvo en un permanente abandono hasta que un grupo de ex presos empezaron a exigir recuperar ese sitio como un lugar de memoria. Los ex presos políticos de este recinto formaron una corporación para exigir al Estado la recuperación de este terreno como un sitio de Memoria. no ha sido declarado por el Estado como Monumento histórico, para que sea recuperado como Sitio de Memoria. En el año 2014 se constituyó la Corporación de Memoria y Cultura de Puchuncaví con el objetivo de recuperar el sitio de Melinka. El 6 de abril de 2018, se publicó en el Diario Oficial el Decreto Nº38 del Consejo de Monumentos Nacionales, que declara “Monumento Nacional en categoría de Histórico al Sitio Balneario Popular y Campo de Prisioneros Políticos Melinka-Puchuncaví”.
En la actualidad en el sitio fue recuperada una de las cabañas, como un proyecto de recuperación se pudo dar con una de las cabañas la que fue restaurada como instalada donde originalmente estaban esas casas de madera. El campo de prisioneros contó con cinco pabellones, cada uno con diez cabañas, que se distinguían por el color en sus puertas: amarillo, naranja verde, celeste y rosada.  La única cabaña “rescatada y puesta en valor corresponde a una parte del pabellón naranja, formado por dos cabañas de iguales dimensiones. En su interior se observan escritos realizados por prisioneros”.